# Ilyella yrsa
Ilyella yrsa is een platworm (Platyhelminthes). De worm is tweeslachtig. De soort leeft in het zoute water.
Het geslacht Ilyella, waarin de platworm wordt geplaatst, wordt tot de familie Ilyplanidae gerekend. De wetenschappelijke naam van de soort werd voor het eerst geldig gepubliceerd in 1968 door Marcus & Marcus.